# Circonscription d'Asasa
La circonscription d'Asasa est une des 177 circonscriptions législatives de l'État fédéré Oromia, elle se situe dans la Zone Ouest Arsi. Son représentant actuel est Aydurus Hasen Befa.